# Tanjung Lubuk (Indralaya Selatan)
Tanjung Lubuk is een bestuurslaag in het regentschap Ogan Ilir van de provincie Zuid-Sumatra, Indonesië. Tanjung Lubuk telt 1624 inwoners (volkstelling 2010).